# Dávivec odulý

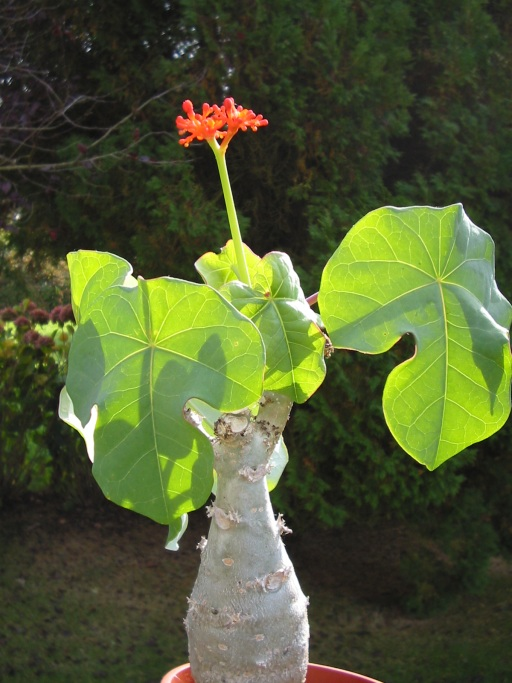
Mladá rostlina

Dávivec odulý (Jatropha podagrica) je vytrvalá, jednodomá sukulentní rostlina zajímavého vzhledu, s nápadnými oranžově červenými květy. Je jedním z mnoha tropických druhů rodu dávivec.

## Rozšíření
Tento rostlinný druh pochází ze Střední Ameriky a některých ostrovů v Karibském moři. Po svém zveřejnění v roce 1848 se jako okrasná rostlina začal pěstovat téměř po celém tropickém pásmu. Jeho obliba způsobila, že občas zplaněl a stal se součástí místní přírody, např. v Číně, Indii nebo na jihu Afriky. Nadšenci ho začali pěstovat jako pokojovou či skleníkovou rostlinu i v mírném pásmu.

## Ekologie
Dávivec odulý je přizpůsobený na prostředí, kde se střídá období dešťů s obdobím sucha. V době, kdy je dostatek vláhy, a tudíž i živin, vyrůstají na rostlině silné listy a nápadné květy lákající hmyz. Pro překonání období sucha si rostlina vytváří zásobní orgán, lahvovitě ztlustlý kmínek (odtud druhové jméno "odulý") a shazuje listy, aby co nejvíce snížila výpar vody. Po nástupu vlhkého období vyraší z vrcholu kmene nové listy s dlouhými řapíky a později i květenství.
Vyrůstá samovolně ze semen a nejlépe roste v propustné, kypré půdě bohaté na živiny a často zkrápěné dešťovou vodou, vyhovuje mu i částečné zastínění před nejprudším sluncem. Dobře prospívá při celoroční teplotě 20 až 35 °C, v období sucha snese krátkodobý pokles teploty k 10 °C.

## Popis
Rostlina vytváří vzpřímený, chudě rozvětvený keř, jehož kmínek je u spodu výrazně řepovitě zbytnělý. Krátké uzlovité větve, dorůstající nejvýše do 2 m, jsou pevné, dužnaté a řídce pokryty lenticelami. Šedá kůra je vrásčitě rozpraskaná a posetá jizvami po opadaných řapících listů. Z nově narostlého krátkého vrcholu rostliny vyrůstají nahloučeně listy, které mají okolo 10 cm dlouhé řapíky a jejichž štítnaté, široce vejčité až okrouhlé čepele mohou dorůst do velikosti až 15 × 20 cm. Čepele bývají po obvodě celistvé nebo jsou častěji hluboce dvou- až šestilaločné; někdy bývají vlnité. Svrchu jsou zelené a lesklé (stářím lesk ztrácejí), zespodu šedozelené, oboustranně jsou lysé a mají výraznou dlanitou žilnatinu. V paždí listů jsou jemné chloupky, ve kterých vyúsťují žlázky produkující sladkou tekutinu. S nástupem období klidu (v době sucha) listy usychají a opadávají. Listy jsou tvarově velmi variabilní, nebývají shodné ani na téže rostlině. Po obnově listů začíná z vrcholu rostliny růst osa terminálního květenství, které se nahoře rozvětvuje do zdánlivého okolíku. Květenství, které bývá až 30 cm dlouhé a vždy převyšuje listy, obsahuje 10 až 20krát více samčích květů než samičích. První se ze světle růžových pupenů otvírají samičí květy, které kvetou jen krátce, samčí kvetou po několik týdnů. Jednopohlavné pětičetné květy na stopkách mají okrouhlé kališní lístky asi 2 mm dlouhé. Oranžově červené, široce rozevřené, obvejčitě podlouhlé korunní lístky jsou asi 6 mm velké. V samčím květu bývá 6 až 8 tyčinek s nitkami vespod srostlými a s dlouhými žlutými prašníky. Samičí květ má spodní, lysý, trojpouzdrý semeník se třemi, na bázi srostlými čnělkami nesoucí dvoulaločné blizny. Květy jsou opylovány hmyzem.
Plody jsou okrouhlé tobolky 1,5 až 2 cm dlouhé, zprvu modravě zelené a ve zralosti tmavě hnědé. Obsahují tři hladká, asi 1 cm dlouhá semena, která jsou po uzrání rozstřelována po okolí.

## Význam
Dávivec odulý se uměle pěstuje jako dekorační prvek, ale pro svou náročnost častěji v nádobách než ve volné půdě. V ČR je pěstován málo a výhradně jako pokojová nebo skleníková rostlina, protože nesnáší mráz. Při poranění vytéká z rostliny latex, který je stejně jako semena toxický. Latex dráždí sliznice a kůži, semena způsobují nevolnost, zvracení nebo silné průjmy. V čínské medicíně se používá pro detoxikaci po hadím uštknutí. Extrakt z kořenů má výraznou antimikrobiální i antimykotickou aktivitu.

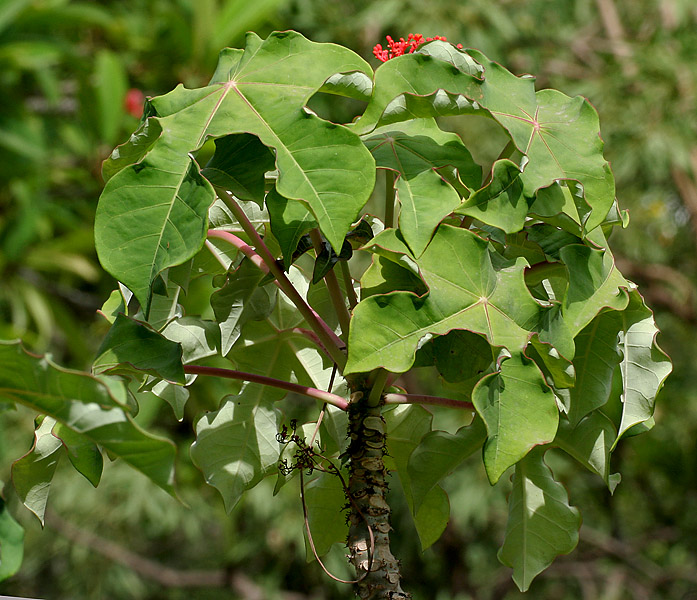
Listy
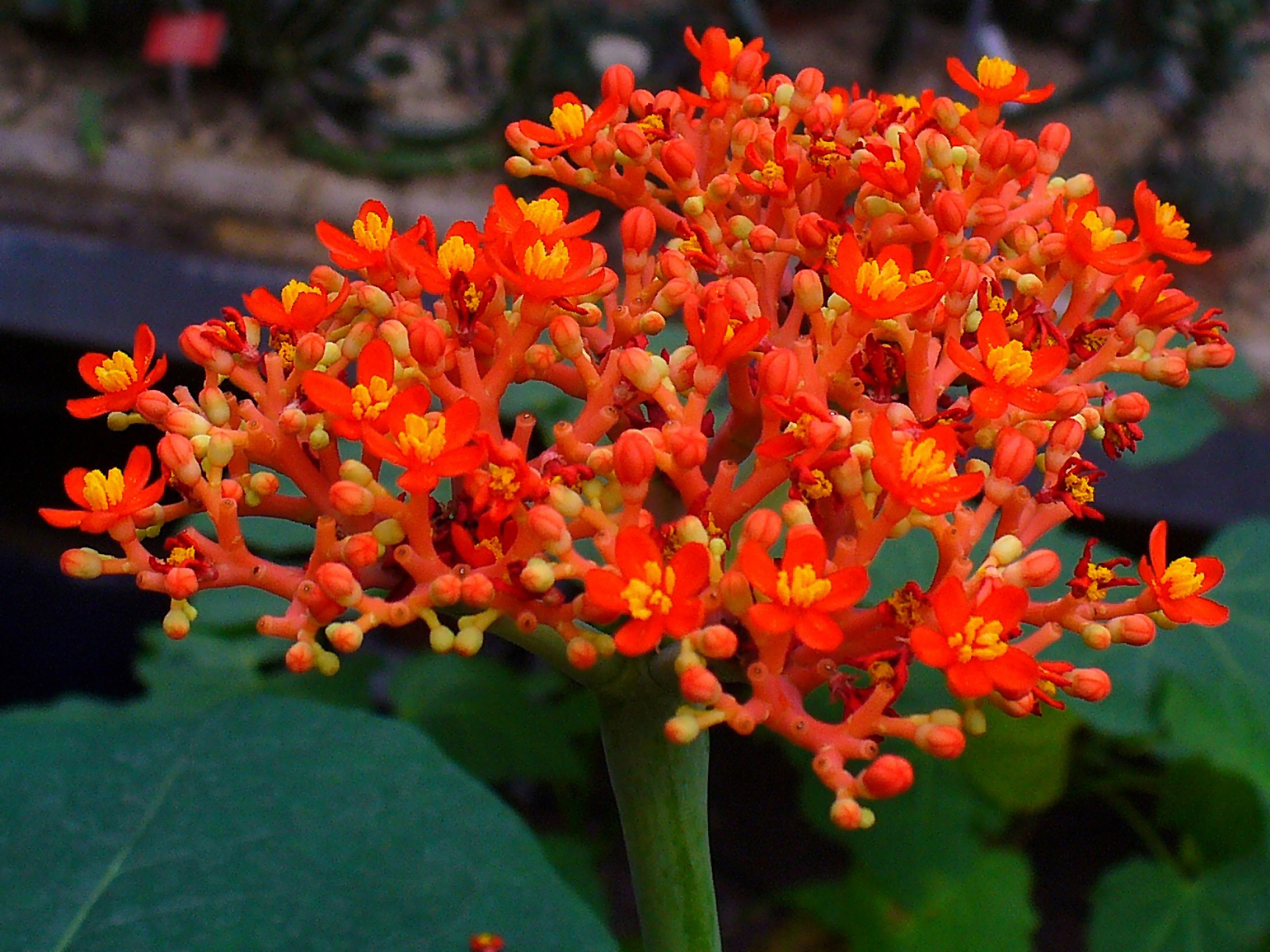
Květenství
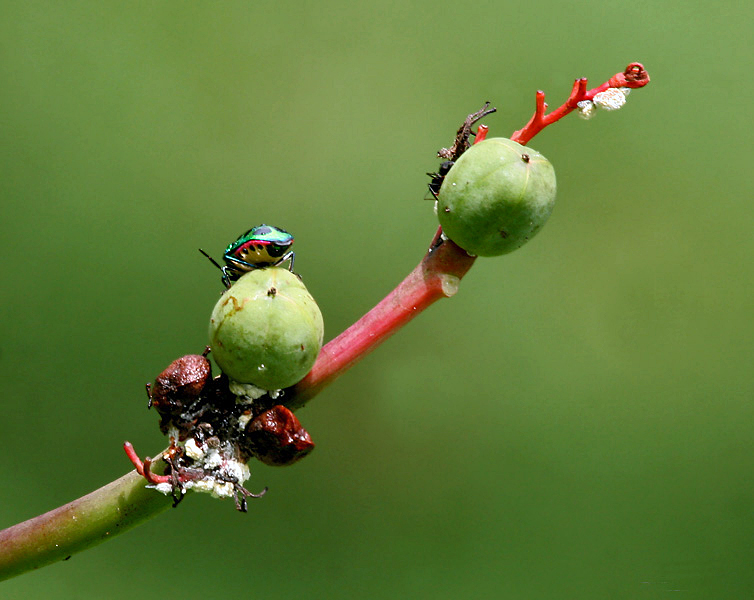
Nezralé plody
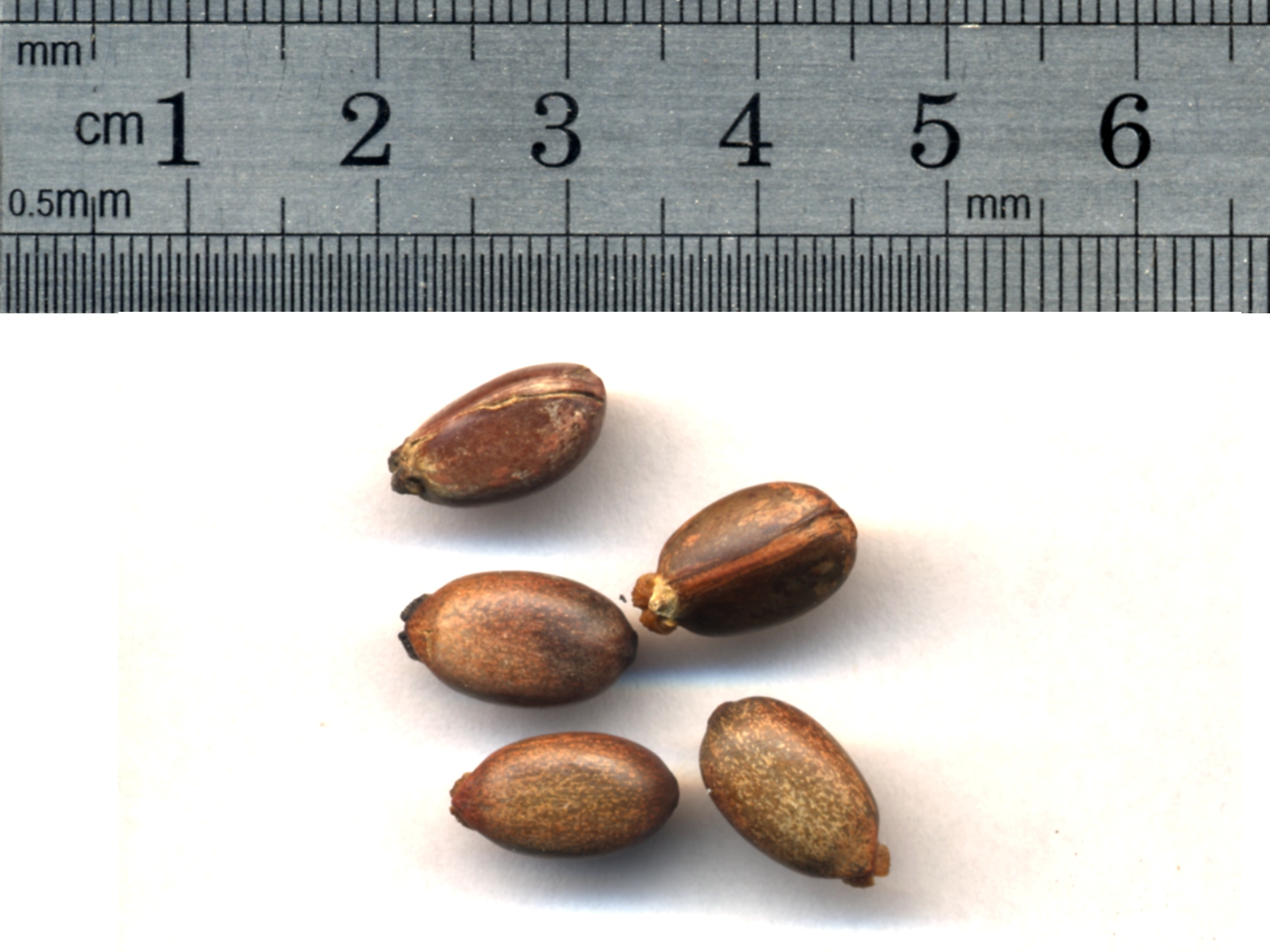
Semena